# لي لوكاس
لي لوكاس (بالإنجليزية: Lee Lucas)‏ (10 يونيو 1992 المملكة المتحدة - ) هو لاعب كرة قدم بريطاني يلعب كلاعب وسط.

## روابط خارجية
- لي لوكاس على موقع قاعدة بيانات كرة القدم.إي يو (الإنجليزية)
- لي لوكاس على موقع Soccerbase.com (لاعب) (الإنجليزية)
- لي لوكاس على موقع AS.com (الإسبانية)